# Самолюбовка
Самолюбовка — деревня в Починковском районе Смоленской области России. Входит в состав Лысовского сельского поселения. Население — 15 жителей (2007 год). 
Расположена в центральной части области в 30 км к юго-востоку от Починка, в 8 км восточнее автодороги А141 Орёл — Витебск. В 8 км западнее деревни расположена железнодорожная станция Стодолище на линии Смоленск — Рославль. 

## История
В годы Великой Отечественной войны деревня была оккупирована гитлеровскими войсками в июле 1941 года, освобождена в сентябре 1943 года.